# دايجون هانا سيتزن
دايجون هانا سيتزن (الكورية: 대전 하나 시티즌 축구단) هو نادي كرة قدم كوري جنوبي من مدينة دايجون، تأسس عام 1997 ويشارك في دوري كوريا الجنوبية لكرة القدم.